# Gemarkung
Een Gemarkung is een kadastraal grondgebied in Duitsland. Een kadastrale gemeente is vergelijkbaar met een Gemarkung.